# From Moscow to Mars - An Erasure Anthology
From Moscow to Mars - An Erasure Anthology es una caja recopilatoria de Erasure que contiene trece CD -entre ellos un DVD con un show del Wild! Tour-. Se tenía planeado lanzarse el 21 de octubre de 2016, pero por la popularidad inmediata del producto, decidieron aumentar más el tiempo del pre-order, hasta que se lanzó oficialmente el 9 de diciembre de 2016, como parte de la celebración del 30.º aniversario de la formación de Erasure.

## Contenido
From Moscow to Mars - An Erasure Anthology contiene todos los sencillos, la mayor parte de los lados B, rarezas, álbumes curados por Vince Clarke y Andy Bell, viejas y nuevas remezclas y un DVD con un show del Wild! Tour. Se hizo un pre-order limitado en las tiendas Lexer Music y PledegeMusic, en el cual te incluía una descarga gratis de un E.P. con 6 temas adicionales, entre ellos una versión en vivo.

## Lista de canciones
| Disco Uno: Cd Singles |                            |                    |          |  |
| N.º                   | Título                     | Escritor(es)       | Duración |  |
| 1.                    | «Who Needs Love Like That» | (Vince Clarke)     |          |  |
| 2.                    | «Heavenly Action»          | (Clarke/Andy Bell) |          |  |
| 3.                    | «Oh L’Amour»               | (Clarke/Bell)      |          |  |
| 4.                    | «Sometimes»                | (Clarke/Bell)      |          |  |
| 5.                    | «It Doesn’t Have To Be»    | (Clarke/Bell)      |          |  |
| 6.                    | «Victim Of Love»           | (Clarke/Bell)      |          |  |
| 7.                    | «The Circus»               | (Clarke/Bell)      |          |  |
| 8.                    | «Ship Of Fools»            | (Clarke/Bell)      |          |  |
| 9.                    | «Chains Of Love»           | (Clarke/Bell)      |          |  |
| 10.                   | «A Little Respect»         | (Clarke/Bell)      |          |  |
| 11.                   | «Stop!»                    | (Clarke/Bell)      |          |  |
| 12.                   | «Drama!»                   | (Clarke/Bell)      |          |  |
| 13.                   | «You Surround Me»          | (Clarke/Bell)      |          |  |
| 14.                   | «Blue Savannah»            | (Clarke/Bell)      |          |  |
| 15.                   | «Star»                     | (Clarke/Bell)      |          |  |
| 16.                   | «Chorus»                   | (Clarke/Bell)      |          |  |

| Disco Dos: CD – Singles |                                        |                                  |          |  |
| N.º                     | Título                                 | Escritor(es)                     | Duración |  |
| 1.                      | «Love To Hate You»                     | (Clarke/Bell)                    |          |  |
| 2.                      | «Am I Right?»                          | (Clarke/Bell)                    |          |  |
| 3.                      | «Breathe Of Life»                      | (Clarke/Bell)                    |          |  |
| 4.                      | «Take A Chance On Me»                  | (Benny Andersson, Björn Ulvaeus) |          |  |
| 5.                      | «Always»                               | (Clarke/Bell)                    |          |  |
| 6.                      | «Run To The Sun»                       | (Clarke/Bell)                    |          |  |
| 7.                      | «I Love Saturday»                      | (Clarke/Bell)                    |          |  |
| 8.                      | «Stay With Me»                         | (Clarke/Bell)                    |          |  |
| 9.                      | «Fingers & Thumbs (Cold Summer’s Day)» | (Clarke/Bell)                    |          |  |
| 10.                     | «Rock Me Gently»                       | (Clarke/Bell)                    |          |  |
| 11.                     | «In My Arms»                           | (Clarke/Bell)                    |          |  |
| 12.                     | «Don’t Say Your Love Is Killing Me»    | (Clarke/Bell)                    |          |  |
| 13.                     | «Rain»                                 | (Clarke/Bell)                    |          |  |
| 14.                     | «Freedom»                              | (Clarke/Bell)                    |          |  |
| 15.                     | «Moon & The Sky»                       | (Clarke/Bell)                    |          |  |
| 16.                     | «Solsbury Hill»                        | Peter Gabriel                    |          |  |
| 17.                     | «Make Me Smile (Come Up & See Me)»     | Steve Harley                     |          |  |

| Disco Tres: CD – Singles |                                           |               |          |  |
| N.º                      | Título                                    | Escritor(es)  | Duración |  |
| 1.                       | «Breathe»                                 | (Clarke/Bell) |          |  |
| 2.                       | «Don’t Say You Love Me»                   | (Clarke/Bell) |          |  |
| 3.                       | «Here I Go Impossible Again»              | (Clarke/Bell) |          |  |
| 4.                       | «All This Time Still Falling Out Of Love» | (Clarke/Bell) |          |  |
| 5.                       | «Boy» (Acoustic)                          | (Clarke/Bell) |          |  |
| 6.                       | «I Could Fall In Love With You»           | (Clarke/Bell) |          |  |
| 7.                       | «Sunday Girl»                             | (Clarke/Bell) |          |  |
| 8.                       | «Storm In A Teacup»                       | (Clarke/Bell) |          |  |
| 9.                       | «Sucker For Love»                         | (Clarke/Bell) |          |  |
| 10.                      | «When I Start To (Break It All Down)»     | (Clarke/Bell) |          |  |
| 11.                      | «Be With You»                             | (Clarke/Bell) |          |  |
| 12.                      | «Fill Us With Fire»                       | (Clarke/Bell) |          |  |
| 13.                      | «Gaudete»                                 | Anónimo       |          |  |
| 14.                      | «Make It Wonderful»                       | (Clarke/Bell) |          |  |
| 15.                      | «Elevation»                               | (Clarke/Bell) |          |  |
| 16.                      | «Reason»                                  | (Clarke/Bell) |          |  |
| 17.                      | «Sacred»                                  | (Clarke/Bell) |          |  |

| Disco Cuatro: Compilado por Andy Bell |                                    |               |          |  |
| N.º                                   | Título                             | Escritor(es)  | Duración |  |
| 1.                                    | «Fill Us With Fire»                | (Clarke/Bell) |          |  |
| 2.                                    | «Save Me Darling»                  | (Clarke/Bell) |          |  |
| 3.                                    | «Fly Away»                         | (Clarke/Bell) |          |  |
| 4.                                    | «Here I Go Impossible Again»       | (Clarke/Bell) |          |  |
| 5.                                    | «Witch In The Ditch»               | (Clarke/Bell) |          |  |
| 6.                                    | «Miracle»                          | (Clarke/Bell) |          |  |
| 7.                                    | «Siren Song»                       | (Clarke/Bell) |          |  |
| 8.                                    | «Mad As We Are»                    | (Clarke/Bell) |          |  |
| 9.                                    | «Boy» (Acoustic)                   | (Clarke/Bell) |          |  |
| 10.                                   | «Joan»                             | (Clarke/Bell) |          |  |
| 11.                                   | «I Bet You’re Mad At Me»           | (Clarke/Bell) |          |  |
| 12.                                   | «Golden Heart»                     | (Clarke/Bell) |          |  |
| 13.                                   | «A Long Goodbye»                   | (Clarke/Bell) |          |  |
| 14.                                   | «What Will I Say When You’re Gone» | (Clarke/Bell) |          |  |
| 15.                                   | «Brother & Sister»                 | (Clarke/Bell) |          |  |
| 16.                                   | «Whole Lotta Love Run Riot»        | (Clarke/Bell) |          |  |

| Disco Cinco: Compilado por Vince Clarke |                                     |               |          |  |
| N.º                                     | Título                              | Escritor(es)  | Duración |  |
| 1.                                      | «Sono Luminus»                      | (Clarke/Bell) |          |  |
| 2.                                      | «Because You’re So Sweet»           | (Clarke/Bell) |          |  |
| 3.                                      | «Love Affair»                       | (Clarke/Bell) |          |  |
| 4.                                      | «Home»                              | (Clarke/Bell) |          |  |
| 5.                                      | «Alien» (Acoustic)                  | (Clarke/Bell) |          |  |
| 6.                                      | «Precious»                          | (Clarke/Bell) |          |  |
| 7.                                      | «Don’t Dance»                       | (Clarke/Bell) |          |  |
| 8.                                      | «How My Eyes Adore You»             | (Clarke/Bell) |          |  |
| 9.                                      | «Boy»                               | (Clarke/Bell) |          |  |
| 10.                                     | «Blues Away»                        | (Clarke/Bell) |          |  |
| 11.                                     | «Spiralling» (Acoustic)             | (Clarke/Bell) |          |  |
| 12.                                     | «Piano Song»                        | (Clarke/Bell) |          |  |
| 13.                                     | «Tenderest Moments» (Acoustic)      | (Clarke/Bell) |          |  |
| 14.                                     | «Everybody’s Got To Learn Sometime» | James Warren  |          |  |
| 15.                                     | «Cry So Easy»                       | (Bell)        |          |  |
| 16.                                     | «You’ve Got to Save Me Right Now»   | (Clarke/Bell) |          |  |
| 17.                                     | «Weight Of The World»               | (Clarke/Bell) |          |  |

| Disco Seis: Lados B |                                   |                                  |          |  |
| N.º                 | Título                            | Escritor(es)                     | Duración |  |
| 1.                  | «Supernature»                     | Marc Cerrone                     |          |  |
| 2.                  | «The Hardest Part»                | (Clarke/Bell)                    |          |  |
| 3.                  | «When I Needed You»               | (Clarke/Bell)                    |          |  |
| 4.                  | «She Won’t Be Home»               | (Clarke/Bell)                    |          |  |
| 5.                  | «Knocking On Your Door»           | (Clarke/Bell)                    |          |  |
| 6.                  | «Don’t Suppose»                   | (Clarke/Bell)                    |          |  |
| 7.                  | «Gimme! Gimme! Gimme!»            | (Benny Andersson, Björn Ulvaeus) |          |  |
| 8.                  | «Over The Rainbow»                | (Clarke/Bell)                    |          |  |
| 9.                  | «Waiting For Sex»                 | (Clarke/Bell)                    |          |  |
| 10.                 | «Tenderest Moments»               | (Clarke/Bell)                    |          |  |
| 11.                 | «March On Down The Line»          | (Clarke/Bell)                    |          |  |
| 12.                 | «Dreamlike State»                 | (Clarke/Bell)                    |          |  |
| 13.                 | «The Soldier’s Return»            | (Clarke/Bell)                    |          |  |
| 14.                 | «Heart Of Glass» (Live In Oxford) | (Debbie Harry, Chris Stein)      |          |  |
| 15.                 | «Let It Flow»                     | (Clarke/Bell)                    |          |  |
| 16.                 | «Runaround On The Underground»    | (Clarke/Bell)                    |          |  |
| 17.                 | «Rapture»                         | (Debbie Harry, Chris Stein)      |          |  |
| 18.                 | «Paradise»                        | (Clarke/Bell)                    |          |  |

| Disco Siete: Lados B |                                    |                                                                             |          |  |
| N.º                  | Título                             | Escritor(es)                                                                | Duración |  |
| 1.                   | «La La La»                         | (Clarke/Bell)                                                               |          |  |
| 2.                   | «Truly, Madly, Deeply»             | (Clarke/Bell)                                                               |          |  |
| 3.                   | «Like Zsa Zsa Zsa Gabor»           | (Clarke/Bell)                                                               |          |  |
| 4.                   | «Sweet Sweet Baby»                 | (Clarke/Bell)                                                               |          |  |
| 5.                   | «True Love Wars»                   | (Clarke/Bell)                                                               |          |  |
| 6.                   | «Ghost»                            | (Clarke/Bell)                                                               |          |  |
| 7.                   | «Hi NRG»                           | (Ian Levine, Fiachra Trench)                                                |          |  |
| 8.                   | «The Good The Bad And The Ugly»    | (Ennio Morricone)                                                           |          |  |
| 9.                   | «In The Name Of The Heart»         | (Clarke/Bell)                                                               |          |  |
| 10.                  | «Die 4 Love»                       | (Clarke/Bell)                                                               |          |  |
| 11.                  | «Tragic»                           | (Clarke/Bell)                                                               |          |  |
| 12.                  | «First Contact»                    | (Clarke/Bell/Phil Harding/Ian Curnow/Gareth Jones)                          |          |  |
| 13.                  | «Love Is Colder Than Death»        | (Clarke/Bell)                                                               |          |  |
| 14.                  | «Don't Say No»                     | (Clarke/Bell)                                                               |          |  |
| 15.                  | «In The Hall Of The Mountain King» | (de la suite Peer Gynt No. 1 Opus 46 de Edvard Grieg arreglada por Erasure) |          |  |
| 16.                  | «No G.D.M»                         | (Gina Kikoine)                                                              |          |  |
| 17.                  | «Take Me On A Highway»             | (Clarke/Bell)                                                               |          |  |
| 18.                  | «Tomorrow's World»                 | (Richard Denton/Martin Cook)                                                |          |  |

| Disco Ocho: Cd Remixes |                                                       |                                                 |          |  |
| N.º                    | Título                                                | Escritor(es)                                    | Duración |  |
| 1.                     | «A Little Respect» (Extended Mix)                     | (Clarke/Bell)                                   |          |  |
| 2.                     | «Waiting for The Day» (Vince Clarke Remix)            | (Clarke/Bell)                                   |          |  |
| 3.                     | «Supernature» (William Orbit Remix)                   | (Marc Cerrone)                                  |          |  |
| 4.                     | «Blue Savannah» (Little Boots Remix)                  | (Clarke/Bell)                                   |          |  |
| 5.                     | «S.O.S» (Perimeter Mix)                               | (Benny Andersson, Björn Ulvaeus, Stig Anderson) |          |  |
| 6.                     | «Love To Hate You» (Bruce Forest Remix)               | (Clarke/Bell)                                   |          |  |
| 7.                     | «Snappy» (The Spice has Risen Mix)                    | (Clarke/Bell)                                   |          |  |
| 8.                     | «Ship Of Fools» (Nicka & Asle's Stella Polaris Remix) | (Clarke/Bell)                                   |          |  |
| 9.                     | «The Circus» (The Equalateral Mix)                    | (Clarke/Bell)                                   |          |  |
| 10.                    | «Elevation» (Jack Antonoff Remix)                     | (Clarke/Bell)                                   |          |  |
| 11.                    | «Stay With Me» (Guitar Mix)                           | (Clarke/Bell)                                   |          |  |

| Disco Nueve: Cd Remixes |                                                                    |               |          |  |
| N.º                     | Título                                                             | Escritor(es)  | Duración |  |
| 1.                      | «Stop» (12" Remix)                                                 | (Clarke/Bell) |          |  |
| 2.                      | «I Could Fall In Love With You» (Jeremy Wheatley Extended 12" mix) | (Clarke/Bell) |          |  |
| 3.                      | «Always» ('Always In Motion' mix)                                  | (Clarke/Bell) |          |  |
| 4.                      | «Blue Savannah» ('Out Of The Blue' Mix)                            | (Clarke/Bell) |          |  |
| 5.                      | «Oh L'Amour» (Almighty Remix)                                      | (Clarke/Bell) |          |  |
| 6.                      | «Chorus» (Aggressive Trance Mix)                                   | (Clarke/Bell) |          |  |
| 7.                      | «Heavenly Action» (Matt Pop's Planet Cupid Mix)                    | (Clarke/Bell) |          |  |
| 8.                      | «Breath Of Life» (Joey Beltram Mix)                                | (Clarke/Bell) |          |  |
| 9.                      | «You Surround Me» (Syrinx Mix)                                     | (Clarke/Bell) |          |  |
| 10.                     | «If I Could» (Japanese Mix)                                        | (Clarke/Bell) |          |  |
| 11.                     | «Rock Me Gently» (A Combination Of Special Events)                 | (Clarke/Bell) |          |  |

| Disco Diez: Cd Live |                                                                           |                                         |          |  |
| N.º                 | Título                                                                    | Escritor(es)                            | Duración |  |
| 1.                  | «Victim Of Love» (The Circus Tour 1987)                                   | (Clarke/Bell)                           |          |  |
| 2.                  | «Knocking On Your Door» (The Erasure Show 2005)                           | (Clarke/Bell)                           |          |  |
| 3.                  | «A Whole Lotta Love Run Riot» (Tomorrow’s World Tour 2011)                | (Clarke/Bell)                           |          |  |
| 4.                  | «Joan» (The Phantasmagorical Entertainment Tour 1992)                     | (Clarke/Bell)                           |          |  |
| 5.                  | «Witch In The Ditch» (The Innocents Tour 1988)                            | (Clarke/Bell)                           |          |  |
| 6.                  | «I Bet You’re Mad At Me» (The Erasure Show 2005)                          | (Clarke/Bell)                           |          |  |
| 7.                  | «Home» (The Phantasmagorical Entertainment Tour 1992)                     | (Clarke/Bell)                           |          |  |
| 8.                  | «Spiralling» (The Innocents Tour 1988)                                    | (Clarke/Bell)                           |          |  |
| 9.                  | «Sunday Girl» (Light At The End Of The World Tour 2007)                   | (Clarke/Bell)                           |          |  |
| 10.                 | «Don’t Say Your Love Is Killing Me» (An Evening With Erasure 1997)        | (Clarke/Bell)                           |          |  |
| 11.                 | «Breathe» (The Erasure Show 2005)                                         | (Clarke/Bell)                           |          |  |
| 12.                 | «Sometimes» (The Innocents Tour 1988)                                     | (Clarke/Bell)                           |          |  |
| 13.                 | «Tenderest Moments» (The Acoustic Tour 2006)                              | (Clarke/Bell)                           |          |  |
| 14.                 | «Ave Maria» (The Erasure Show 2005)                                       | (Johann Sebastian Bach, Charles Gounod) |          |  |
| 15.                 | «The Soldiers Return» (The Phantasmagorical Entertainment Tour 1992)      | (Clarke/Bell)                           |          |  |
| 16.                 | «I Could Fall In Love With You» (Light At The End Of The World Tour 2007) | (Clarke/Bell)                           |          |  |
| 17.                 | «A Little Respect» (The Innocents 1988)                                   | (Clarke/Bell)                           |          |  |

| Disco Once: Cd Rarezas |                                                                                          |               |          |  |
| N.º                    | Título                                                                                   | Escritor(es)  | Duración |  |
| 1.                     | «Who Needs Love (Like That)» (Audition Version)                                          | (Clarke)      |          |  |
| 2.                     | «Blue» (versión diferente y con letra alternativa de Searching, lado B de Solsbury Hill) | (Clarke/Bell) |          |  |
| 3.                     | «Piano» (Demo inédito de la etapa del álbum Tomorrow's World)                            | (Clarke/Bell) |          |  |
| 4.                     | «Waiting For The Day» (Demo)                                                             | (Clarke/Bell) |          |  |
| 5.                     | «Siempre» (Always Spanish Version)                                                       | (Clarke/Bell) |          |  |
| 6.                     | «2000 Miles» (Monteverde 7" Mix)                                                         | (Clarke/Bell) |          |  |
| 7.                     | «Chanson» (Moon & the Sky French Demo)                                                   | (Clarke/Bell) |          |  |
| 8.                     | «Am I Right?» (Guitar Demo)                                                              | (Clarke/Bell) |          |  |
| 9.                     | «Worlds On Fire» (Demo)                                                                  | (Clarke/Bell) |          |  |
| 10.                    | «Run To The Sun» (Demo)                                                                  | (Clarke/Bell) |          |  |
| 11.                    | «Breath Of Life» (Piano Demo)                                                            | (Clarke/Bell) |          |  |
| 12.                    | «Alien» (Demo)                                                                           | (Clarke/Bell) |          |  |
| 13.                    | «Whole Lotta Love Run Riot» (Demo)                                                       | (Clarke/Bell) |          |  |
| 14.                    | «Moon & The Sky» (The Beatmasters Remix)                                                 | (Clarke/Bell) |          |  |
| 15.                    | «Untitled» (Loveboat Demo)                                                               | (Clarke/Bell) |          |  |
| 16.                    | «Amo Odiarti» (Love To Hate You Italian Disco Anthem Mix)                                | (Clarke/Bell) |          |  |
| 17.                    | «UK Vibe 3» (Tomorrow's World Demo)                                                      | (Clarke/Bell) |          |  |
| 18.                    | «Symphony»                                                                               | (Clarke/Bell) |          |  |
| 19.                    | «Reason» (Sirius XM Radio Session)                                                       | (Clarke/Bell) |          |  |

| Disco Doce: Cd Documental |                                                             |              |          |  |
| N.º                       | Título                                                      | Escritor(es) | Duración |  |
| 1.                        | «A Little Respect: 30 Years of Erasure (Radio Documentary)» |              |          |  |

| Disco Trece - The Wild! Tour DVD |                             |                 |          |  |
| N.º                              | Título                      | Escritor(es)    | Duración |  |
| 1.                               | «Piano Song»                | (Clarke/Bell)   |          |  |
| 2.                               | «How Many Times?»           | (Clarke/Bell)   |          |  |
| 3.                               | «You Surround Me»           | (Clarke/Bell)   |          |  |
| 4.                               | «Knocking On Your Door»     | (Clarke/Bell)   |          |  |
| 5.                               | «Brother And Sister»        | (Clarke/Bell)   |          |  |
| 6.                               | «Crown Of Thorns»           | (Clarke/Bell)   |          |  |
| 7.                               | «Star»                      | (Clarke/Bell)   |          |  |
| 8.                               | «Chains Of Love»            | (Clarke/Bell)   |          |  |
| 9.                               | «Hideaway»                  | (Clarke/Bell)   |          |  |
| 10.                              | «Supernature»               | (Marc Cerrrone) |          |  |
| 11.                              | «Who Needs Love Like That?» | (Vince Clarke)  |          |  |
| 12.                              | «Stop!»                     | (Clarke/Bell)   |          |  |
| 13.                              | «Victim Of Love»            | (Clarke/Bell)   |          |  |
| 14.                              | «La Gloria»                 | (Clarke/Bell)   |          |  |
| 15.                              | «Ship Of Fools»             | (Clarke/Bell)   |          |  |
| 16.                              | «It Doesn't Have To Be»     | (Clarke/Bell)   |          |  |
| 17.                              | «Blue Savannah»             | (Clarke/Bell)   |          |  |
| 18.                              | «Sometimes»                 | (Clarke/Bell)   |          |  |
| 19.                              | «The Hardest Part»          | (Clarke/Bell)   |          |  |
| 20.                              | «Oh L'Amour»                | (Clarke/Bell)   |          |  |
| 21.                              | «Drama!»                    | (Clarke/Bell)   |          |  |
| 22.                              | «A Little Respect»          | (Clarke/Bell)   |          |  |
| 23.                              | «Spiralling»                | (Clarke/Bell)   |          |  |

| 6-Track: Download EP |                                          |               |          |  |
| N.º                  | Título                                   | Escritor(es)  | Duración |  |
| 1.                   | «Dreamlike State» (7″ Alternative Mix)   | (Clarke/Bell) |          |  |
| 2.                   | «Sugar Hill» (Vox Mix)                   | (Clarke/Bell) |          |  |
| 3.                   | «Heart of Stone» (Live)                  | (Clarke/Bell) |          |  |
| 4.                   | «Then I Go Twisting» (Demo)              | (Clarke/Bell) |          |  |
| 5.                   | «Fingers And Thumbs» (Electrofinger Dub) | (Clarke/Bell) |          |  |
| 6.                   | «Sacred» (Chris Cox Dub Mix)             | (Clarke/Bell) |          |  |

### Créditos y acotaciones del CD Rarities
1. Who Needs Love Like That? (Audition Version) La audición original que hizo Andy Bell para Vince Clarke. Grabada en Trident Studios, Londres, 23 de marzo de 1985. Esta versión ya fue incluida anteriormente en un disco recopilatorio limitado del dúo para los miembros de Erasure Information Service (E.I.S.) llamado "Buried Treasure II", publicado en 2006.
2. Blue (Searching) Demo inédito - Versión temprana de Searching, lado B del sencillo Solsbury Hill.
3. Piano (Tomorrow's World Demo) Demo inédito - Grabado durante las sesiones del álbum Tomorrow's World.
4. Waiting For The Day (Demo)
Inédito - Grabado durante las sesiones del álbum Chorus. La versión final de la canción aparece en dicho álbum.
5. Siempre - (Always - Spanish Version) Versión en español de Always. La versión original aparece en el álbum I Say I Say I Say.
6. 2000 Miles (Monteverde 7" Mix) Mezcla inédita - La versión original aparece en el álbum Wild!. Remix y producción original por Lee Monteverde.
7. Chanson (Moon & The Sky French Demo) Demo inédito - Una versión posterior de la canción aparece en el álbum Loveboat.
8. Am I Right (Guitar Demo) Demo inédito - Grabado durante las sesiones del álbum Chorus. La versión final de la canción aparece en dicho álbum.
9. Worlds On Fire (Demo) Inédito - Grabado durante las sesiones del álbum Cowboy. La versión final de la canción aparece en ese álbum.
10. Run To The Sun (Demo) Demo inédito - Grabado durante las sesiones del álbum I Say I Say I Say. La versión final de la canción aparece en ese álbum.
11. Breath Of Life (Piano Demo) Demo inédito - Grabado durante las sesiones del álbum Chorus. La versión final de la canción aparece en tal álbum.
12. Alien (Demo) Demo inédito - Grabado durante las sesiones del álbum Loveboat. La versión final de la canción aparece en ese álbum.
13. Whole Lotta Love Run Riot (Demo) Demo inédito - Grabado durante las sesiones del álbum Tomorrow's World. La versión final de la canción aparece en ese álbum.
14. Moon & The Sky - (The Beatmasters Remix) Remezcla inédita - La versión original aparece en el álbum Loveboat. Remezcla y producción adicional por The Beatmasters.
15. Untitled (Loveboat Demo) Demo inédito - Grabado durante las sesiones del álbum Loveboat. Elementos de la canción fueron incluidos en Here In My Heart que aparece en aquel álbum.
16. Amo Odiarti (Love To Hate You - Italian Disco Anthem Mix) Versión en italiano de Love To Hate You. La versión original aparece en el álbum Chorus.
17. UK Vibe 3 (Tomorrow's World Demo) Demo inédito - Grabado durante las sesiones del álbum Tomorrow's World.
18. Symphony Canción inédita - Previamente disponible con descarga digital gratuita desde el Erasure Information Service en 2010.
19. Reason (Sirius XM Radio Session) Sesión de radio para Sirius XM en Nueva York el 24 de septiembre de 2014.

### Créditos del DVD
Grabado en The London Arena en 1989 durante el Wild! Tour. Acompañado por un backstage inédito filmado por Paul Hickey.

### Créditos del EP bonus
1. Inédito alternativo 7” Mix del lado B de Star.
2. Originalmente disponible como descarga limitada del Total Pop! The First 40 Hits (2008).
3. Grabado en vivo en el NEC Birmingham, durante el Innocents Tour (1988).
4. Demo durante las sesiones del álbum Tomorrow's World.
5. Remezcla previamente inédita.
6. Remezcla previamente inédita.

## From Moscow to Mars Party
Además de estrenar el nuevo boxset, Erasure realizó un concierto pequeño llamado "From Moscow to Mars Party" para promocionar este álbum. La fiesta se realizó para 300 fanes el 4 de noviembre de este mismo año en el teatro de música The Asylum Venue, en Birmingham, UK. Todas las canciones están en acústico. El concierto fue grabado mediante una transmisión en vivo desde la página oficial de la banda en Facebook. Las entradas estuvieron disponibles incluidos en el pre-order del álbum. Durante el concierto, la banda aprovechó en tocar su nueva canción que estará en el próximo álbum de estudio de la banda, la canción se llama "Take Me Out of Myself".

### Lista de canciones
1. Ship of Fools
2. Sometimes
3. Cry So Easy
4. Always
5. Take Me Out of Myself (Canción nueva y exclusiva de Erasure)
6. A Little Respect

Erasure: Andy Bell y Vince Clarke

Coros: Valerie Chalmers y Emma Whittle

Guitarrista: Nick Johnston